# لوتشيانو دالا بونا
لوتشيانو دالا بونا (بالإيطالية: Luciano Dalla Bona)‏ مواليد 8 سبتمبر 1943 في إيطاليا، هو دراج إيطالي سابق في صنف سباق الدراجات على الطريق. سبق أن شارك في دورة الألعاب الأولمبية الصيفية وفاز بميدالية أولمبية.

## سجل النتائج

### سباقات أو مراحل فاز بها
- بطولة العالم لسباق الدراجات على الطريق

## الميداليات
| الميدالية | المسابقة                       |
| --------- | ------------------------------ |
| فضية      | الألعاب الأولمبية الصيفية 1964 |

## روابط خارجية
- لوتشيانو دالا بونا على موقع أرشيف الدراجات (الإنجليزية)
- لوتشيانو دالا بونا على موقع إحصائيات الدراجات الإحترافية (الإنجليزية)
- لوتشيانو دالا بونا على موقع CycleBase (الإنجليزية)
- لوتشيانو دالا بونا على موقع اللجنة الأولمبية الدولية (الإنجليزية)
- لوتشيانو دالا بونا على موقع أوليمبيديا (الإنجليزية)
- لوتشيانو دالا بونا على موقع اللجنة الأولمبية الإيطالية (الإيطالية)